# Гарж ле Гонес
Гарж ле Гонес (фр. Garges-lès-Gonesse) град је у Француској, у департману Долина Оазе.
По подацима из 1999. године број становника у месту је био 40.058.

## Демографија
| 1962.  | 1968.  | 1975.  | 1982.  | 1990.  | 1999.  | 2011.  |
| ------ | ------ | ------ | ------ | ------ | ------ | ------ |
| 10.483 | 27.312 | 37.927 | 40.182 | 42.144 | 40.058 | 39.730 |